# Cléry (Sabaudia)
Cléry – miejscowość i gmina we Francji, w regionie Owernia-Rodan-Alpy, w departamencie Sabaudia.
Według danych na rok 1990 gminę zamieszkiwało 215 osób, a gęstość zaludnienia wynosiła 20 osób/km² (wśród 2880 gmin regionu Rodan-Alpy Cléry plasuje się na 1412. miejscu pod względem liczby ludności, natomiast pod względem powierzchni na miejscu 1064.).

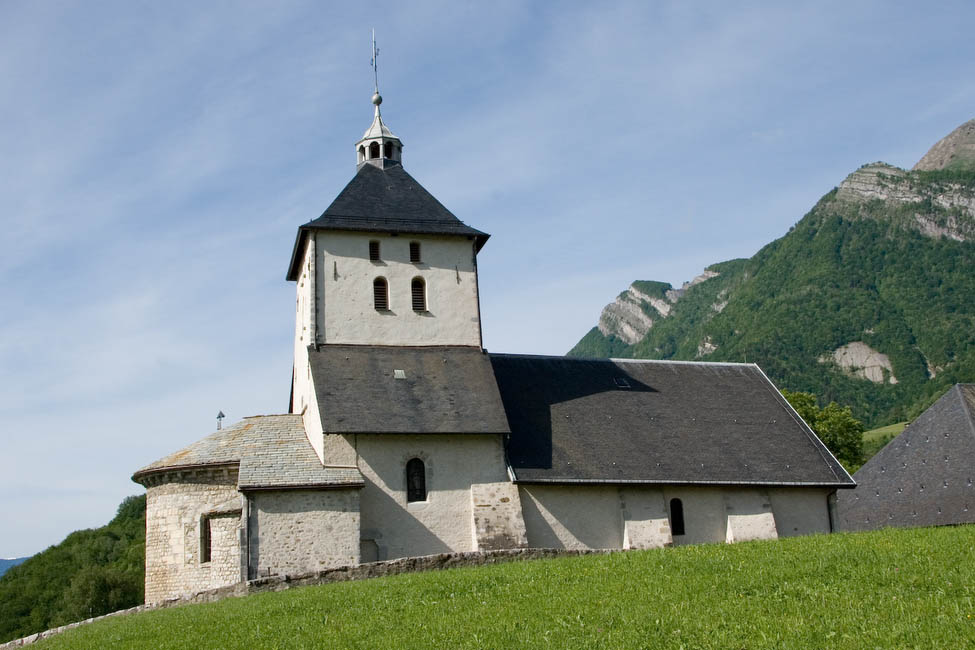
Kościół w Clery, 2007